# Pey (Pays-Bas)
Pour les articles homonymes, voir Pey.

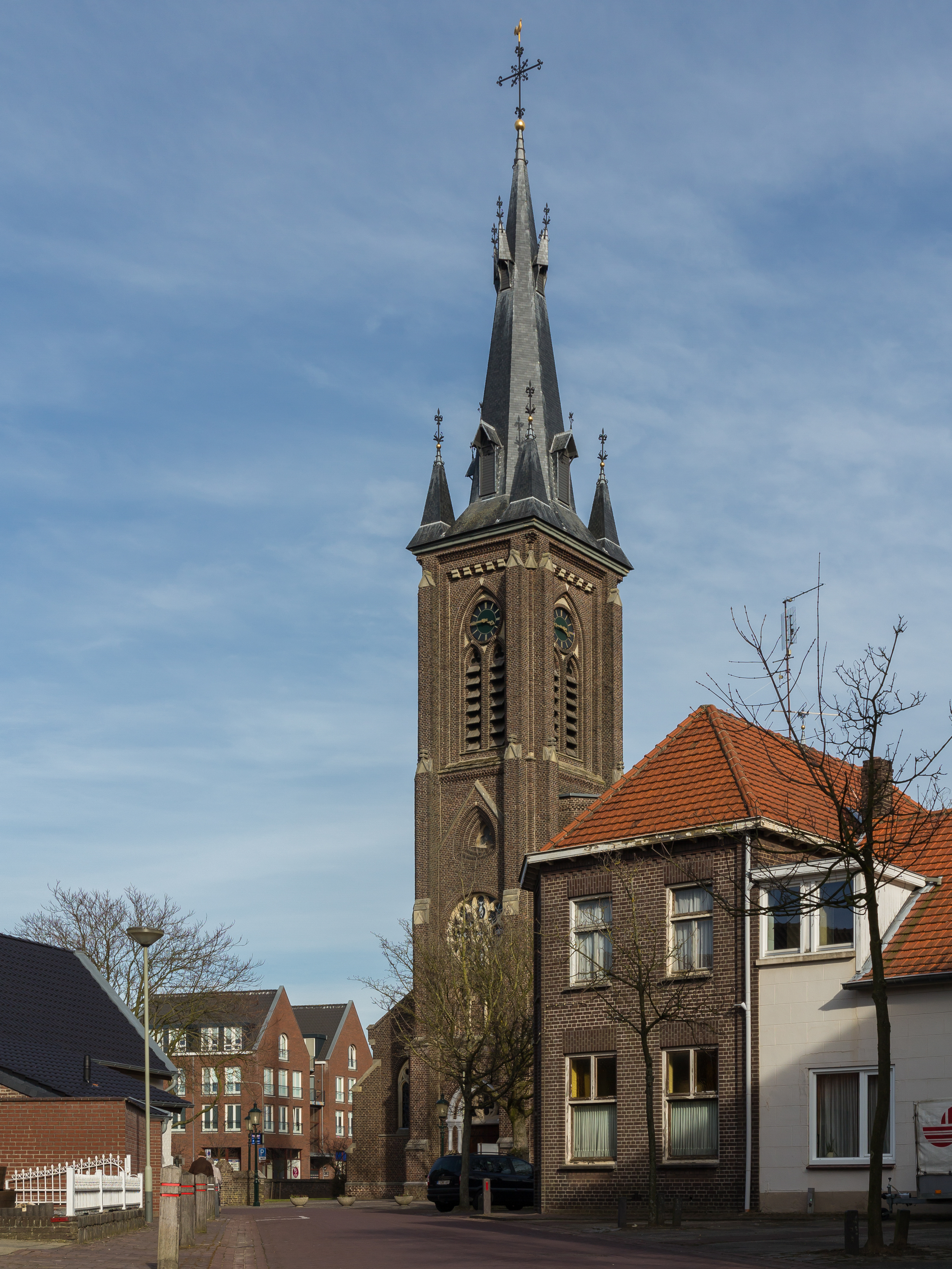
Pey, église: de O.L.V. Onbevlekt Ontvangen-kerk

Pey est un village situé dans la commune néerlandaise d'Echt-Susteren, dans la province du Limbourg. Le 1er janvier 2007, le village comptait 4 980 habitants.